# Frammenti di paura
Frammenti di paura (Fragment of Fear) è un film del 1970, diretto da Richard C. Sarafian.

## Trama
Tim Brett è un ex tossicodipendente che ha scritto un libro sulla sua esperienza di recupero che è stata pubblicata con successo. Tim riprende i contatti con una sua zia, Lucy, una ricca ereditiera e benefattrice. I due decidono di trascorrere una vacanza in Italia, durante il soggiorno l'anziana donna viene trovata morta assassinata.